# Rosegaferro
Rosegaferro es una frazione italiana de la comuna de Villafranca di Verona, en la provincia de Verona, región de Véneto, localizada a 18 km al suroeste de Verona.
Según algunos estudiosos, el nombre se debe a que la tierra, que rodea la ciudad, es muy rocosa, por esto consume, corroe (rosegar en Idioma véneto) el arado, en hierro.

## Rosegaferrenses destacados
- Mario Zenari, (1946), arzobispo católico y cardenal

## Monumentos y lugares de interés
- Iglesia parroquial construida en 1754, se amplió con un plan de cruz latina en 1952.[3]

## Galería

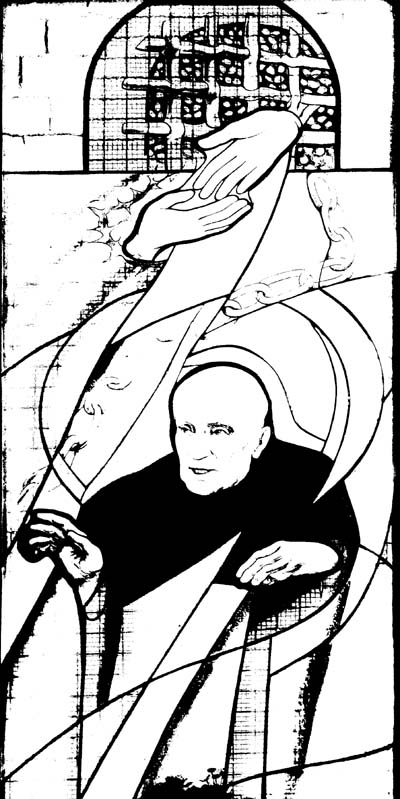
Vidro en la tumba de padre Giuseppe Girelli